# November (film, 2017)
November är en estnisk dramafim från 2017 i regi av Rainer Sarnet, med Rea Lest, Jörgen Liik, Arvo Kukumägi, Katariina Unt och Taavi Eelmaa i huvudrollerna. Den utspelar sig i ett förflutet Estland som är fullt av väsen från folktro och mytologi. Handlingen kretsar kring en bondflicka som är olyckligt förälskad i en pojke som i sin tur är förälskad i en ung adelsfröken. Filmen är svartvit och bygger på romanen Rehepapp ehk November av Andrus Kivirähk.
Den hade premiär i Estland den 3 februari 2017. Den vann priset för bästa foto i den internationella tävlingen vid Tribeca Film Festival 2017.

## Medverkande
- Rea Lest som Liina
- Jörgen Liik som Hans
- Jette Loona Hermanis som Mõisapreili
- Arvo Kukumägi som Rein
- Sepa Tom som Endel
- Taavi Eelmaa som Ints
- Katariina Unt som Luise
- Jaan Tooming som Vanapagan